# Gregory (Adelsgeschlecht)

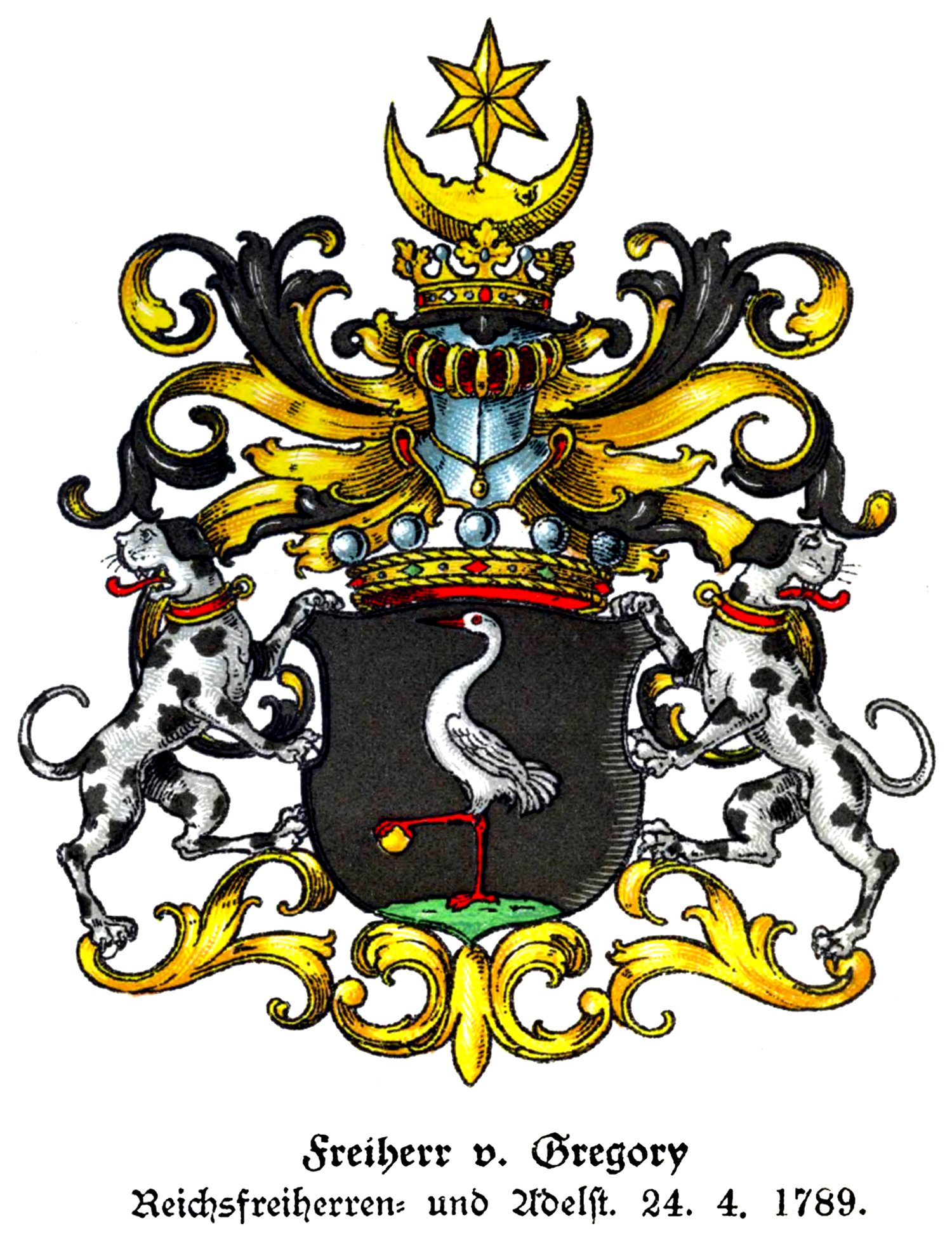
Freiherrenwappen derer von Gregory (1789)

Gregory (auch Gregorii) ist der Name eines sächsisch-österreichischen Briefadelsgeschlechts.

## Geschichte
Das Geschlecht entstammt dem bürgerlichen Patriziat. Stephan Gregor erscheint zu Dommitzsch im sächsischen Landkreis Torgau. Johann Ludwig Gregory (* 1731 in Berlin) war Bankier zu Amsterdam. Auch in Schlesien war die Familie begütert.
Am 24. April 1789 wurde die Familie durch Kaiser Joseph II. in Wien in der Person des Großhändlers und kursächsischen Hofbankiers Christian Friedrich von Gregory in Wien und Dresden in den Freiherrenstand erhoben.

## Persönlichkeiten
- Christian Friedrich von Gregory (1757–1834), Kaufmann und Bankier
- Paul von Gregory (1850–1914), Generalleutnant
- Waldemar von Gregory (1854–1932), Generalleutnant
- Arthur von Gregory (1859–1923), Generalleutnant
- Karl von Gregory (1899–1955), Journalist und Diplomat
- Friedrich von Gregory (1900–1986), Jurist, Verbandsfunktionär und Politiker (NSDAP)

## Wappen
- Blasonierung des bürgerlichen Stammwappens: In Schwarz auf grünem Boden ein silberner Kranich einen goldenen Stein haltend. Auf dem schwarz-silbern bewulsteten Helm mit schwarz-silbernen Helmdecken ein liegender, gesichteter silberner Halbmond mit daraufstehendem goldenen Stern.[1]
- Blasonierung des Freiherrenwappens von 1789: In Schwarz auf grünem Boden stehend ein silberner Kranich mit roten Waffen und einem goldenen Stein (oder Kugel?) in der einen Kralle. Auf dem Schild eine Freiherrenkrone. Auf dem gekrönten Helm mit schwarz-silbernen Decken ein goldener Mond, die Hörner aufwärts, auf demselben ein goldener Stern. Als Schildhalter zwei Bracken mit schwarzen Ohren und roten Halsbändern.[3]

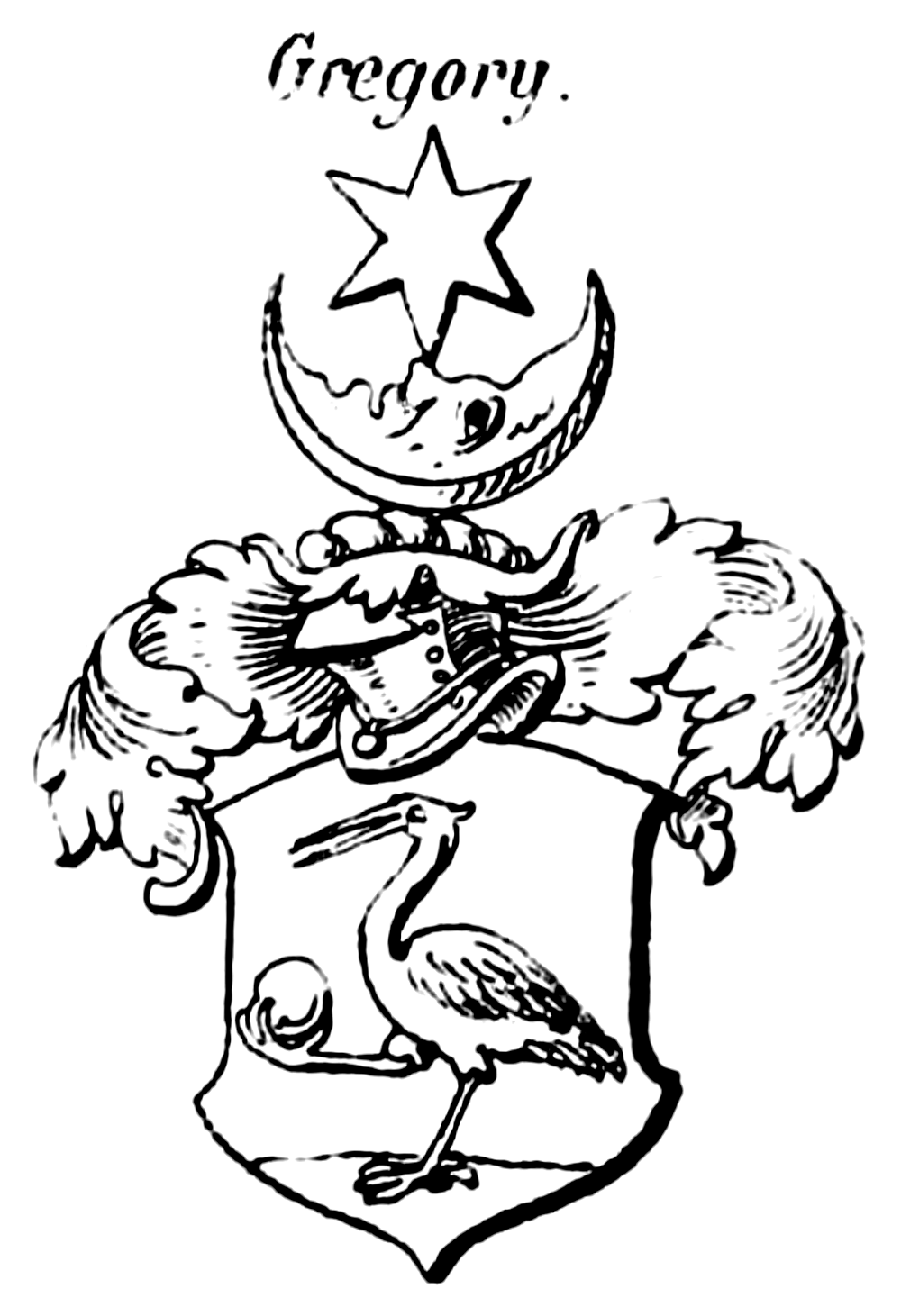
Wappen der bürgerlichen Familie Gregory
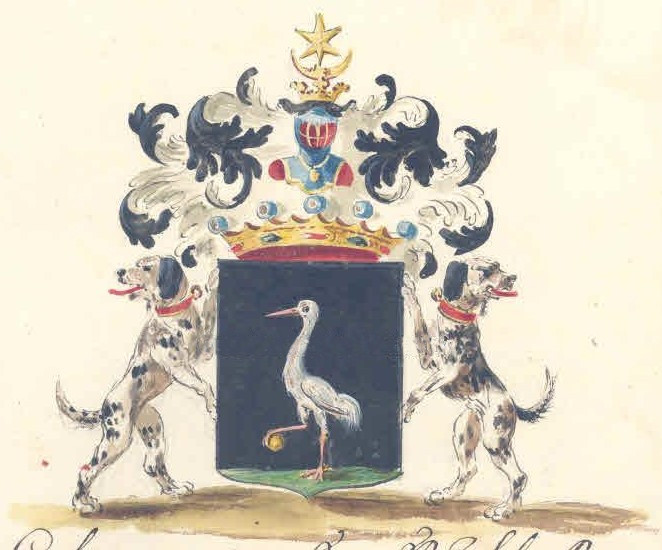
Wappen derer von Gregory im Adelsdiplom (1789)